# Vordere Hintereisspitze
Die Vordere Hintereisspitze ist ein 3437 m hoher Gipfel in den Ötztaler Alpen. Sie ragt südlich über dem Kesselwandjoch auf, das Gepatschferner und Kesselwandferner voneinander trennt. Sie ist, wie auch die benachbarten Gipfel der Mittleren (3450 m) und der Hinteren Hintereisspitze (3485 m), Teil des Weißkamms und erhebt sich etwa 100 m über das Gletscherfeld. Die Vordere Hintereisspitze befindet sich genau auf der Grenze zwischen den Tiroler Gemeinden Kaunertal und Sölden in Österreich.
Als Erstbesteiger der Vorderen Hintereisspitze gelten Franz Senn, Eduard Neurauter und Alois Ennemoser, die den Gipfel am 18. September 1869 erreichten. Ausgangspunkt der meisten Touren ist das nahe Brandenburger Haus, das sich auf der gegenüberliegenden Seite des Kesselwandjochs befindet. Besucht wird sie dabei oft im Rahmen einer Überschreitung aller drei Hintereisspitzen.

## Lage
| \| \| |
|       |

 
 
 
 
 
 
 
 

Lage der Vorderen Hintereisspitze in den 
 Ötztaler Alpen (links) und gesamten Alpen (rechts).